# کوسه باله‌سیاه کوچک
کوسه باله‌سیاه کوچک(نام علمی: Carcharhinus limbatus) نام یک گونه از راسته زمین‌کوسه‌سانان است.